# Hrabstwo Blaine (Oklahoma)

Piramida wieku mieszkańców hrabstwa

Blaine – hrabstwo w stanie Oklahoma w USA. Założone w 1890 roku. Populacja liczy 11 976 mieszkańców (stan według spisu z 2000 roku).
Powierzchnia hrabstwa to 2432 km² (w tym 27 km² stanowią wody). Gęstość zaludnienia wynosi 5 osoby/km².

## Miejscowości
- Canton
- Geary
- Greenfield
- Hitchcock
- Hydro
- Longdale
- Okeene
- Watonga

## Pozostałe informacje
- W tym hrabstwie urodził się Clarence Nash, który użyczał głosu amerykańskiemu Kaczorowi Donaldowi.